# Municipio de Grove (Pensilvania)
El municipio de Grove (en inglés: Grove Township) es un municipio ubicado en el condado de Cameron en el estado estadounidense de Pensilvania. En el año 2000 tenía una población de 129 habitantes y una densidad poblacional de 0.7 personas por km².

## Geografía
El municipio de Grove se encuentra ubicado en las coordenadas 41°25′00″N 77°59′58″O / 41.41667, -77.99944.

## Demografía
Según la Oficina del Censo en 2000 los ingresos medios por hogar en la localidad eran de $33,750 y los ingresos medios por familia eran $38,000. Los hombres tenían unos ingresos medios de $22,500 frente a los $33,750 para las mujeres. La renta per cápita para la localidad era de $15,650. Alrededor del 6,3% de la población estaban por debajo del umbral de pobreza.